# Theo Osterkamp
Theodor "Theo" Osterkamp (15 d'abril de 1892 - 2 de febrer de 1975) va ser un As de l'Aviació de la Luftwaffe durant la Primera Guerra Mundial i la Segona Guerra Mundial. Va volar al costat de Oswald Boelcke i va ser amic de Manfred von Richthofen durant la Gran Guerra, aconseguint 32 victòries. A la Segona Guerra Mundial comandà el durant la batalla d'Anglaterra, aconseguint 6 victòries més, sent un dels escassos pilots que van aconseguir victòries aèries en ambdós conflictes.

## Biografia

### Primera Guerra Mundial
Osterkamp volà com a pilot naval al Front Occidental. El 14 d'agost de 1914 s'uní al Marinefliegerkorps, sent destinat al 2. Marine-Fliegerabteilung a Flandes. Durant 1915-16 serví com a observador aeri, i va ser el primer pilot alemany que volà fins a Anglaterra durant una missió de reconeixement. El 1917 s'uní al Kampffliegerschule (Acadèmia de Pilots de Combat) a Putzig, i d'allà al Marine-Jagdstaffel 1. El 15 d'octubre de 1917, el Leutnant Osterkamp passà a comandar el Marine-Jagdstaffel 2. Aconseguí 32 victòries durant la guerra, i va rebre la Pour la Mérite el 2 de setembre de 1918.

### Període d'entreguerres
En acabar la guerra, serví entre 1919 i 1920 a l'ala de Kurland, a la 1a Divisió de Reserva de la Guàrdia, retirant-se del servei actiu el 21 de gener de 1920. Entre 1926 i 1931 comanda l'Estació Naval de Vol de Holtenau, i, amb l'arribada al poder dels nazis i la seva política de rearmament, ingressa a la Luftwaffe l'1 d'agost de 1933.
A partir de llavors, Osterkamp treballà en la formació de la nova Luftwaffe i, entre altres coses, participà en la creació del Jagdfliegerschule 1. Entre abril de 1935 i març de 1936 és Capità d'Esquadró a l'Ala de Caces " Richthofen"; i d'allà passa a ser Comandant de Grup a l'Ala 134 fins a l'octubre de 1937. Des de l'1 de novembre de 1937 i el 31 d'agost de 1939 és Comandant de l'Escola de Caces i de la Base Aèria de Werneuchen, i durant 1938, és comandant del IV Grup de Caces de l'Ala 132 durant uns mesos.
També participà en les edicions 2a, 3a i 4a del Concurs d'Avions de Turisme Internacional de la FAI, aconseguint l'11a posició el 1930, la 12a el 1932 i la 5a el 1934.

### Segona Guerra Mundial
El 19 de setembre de 1939, el ja Oberst Osterkamp va ser nomenat Geschwaderkommodore del JG 51. Durant la batalla de França reclamà 4 victòries, la primera el 2 de maig de 1940. Durant el període de Kanalkampf de la batalla d'Anglaterra reclamà 2 victòries més. Va ser rellevat com a comandant del JG 51 per Werner Mölders el 23 de juliol. Promogut a Generalmajor, Osterkamp rebé la Ritterkreuz el 22 d'agost de 1940, i va ser nomenat Jagdfliegerführer 2, comandant dels avions de caça de la Luftflotte 2.
L'1 d'agost de 1942 va ser destinat al Luftsgaustab z.b.V. Afrika. El 5 d'abril de 1943 va ser nomenat Jagdfliegerführer Sizilien, servint-hi fins al 15 de juliol, sent rellevat per Adolf Galland. A partir d'aquell moment serví en diverses posicions de l'Estat Major fins a ser nomenat Inspekteur der Luftwaffen-Boden-organisation (Inspector de l'Organització de Terra de la Luftwaffe) el 1944. Va ser retirat del servei el 21 de desembre de 1944, després de llançar diverses crítiques sobre l'alt comandament.

## Promocions
- Leutnant der Reserve der Marineartillerie (13/07/1916)
- Hauptmann (01/08/1933)
- Major (01/04/1934)
- Oberstleutnant (01/04/1937)
- Oberst (01/10/1939)
- Generalmajor (19/07/1940)
- Generalleutnant (01/08/1942)

## Condecoracions
- Creu de Cavaller de la Creu de Ferro: 22/08/1940 com Generalmajor und Jagdfliegerführer der Luftflotte 2
- Pour le Mérite: 02/09/1918 com Leutnant der Reserve der Marineartillerie und Führer der II. Marine-Feldjagdstaffel
- Creu de Cavaller del Reial Orde Prussià de Hohenzollern amb Espases
- Creu de Ferro 1914 de 2a Classe
- Creu de Ferro 1914 de 1a Classe
- Creu d'Honor 1914-1918
- Barra de 1939 a la Creu de Ferro 1914 de 2a Classe
- Barra de 1939 a la Creu de Ferro 1914 de 1a Classe
- Creu dels 25 anys de Servei
- Medalla dels 12 anys de Servei
- Insígnia de líder d'aeroplans (Marina)
- Creu del Bàltic de 1a i 2a classe
- Insígnia Combinada de Pilot-Observador de la Luftwaffe
- Cinta de màniga d'Àfrica